# 国家脱贫攻坚普查领导小组
国家脱贫攻坚普查领导小组，是中华人民共和国国务院于2019年设立的领导小组，负责对国家脱贫攻坚普查工作的组织领导和统筹协调。

## 历史
2019年10月7日，为加强对国家脱贫攻坚普查工作的组织领导和统筹协调，组织和实施国家脱贫攻坚普查，协调解决普查中的重大问题，国务院决定成立国家脱贫攻坚普查领导小组。该组织主要职责为贯彻落实党中央、国务院关于国家脱贫攻坚普查的重大决策部署；统筹协调全国脱贫攻坚普查；研究审议国家脱贫攻坚普查的政策措施；督促检查国家脱贫攻坚普查有关法律法规和政策措施的落实情况、各地区和各部门任务完成情况；完成党中央、国务院交办的其他事项。

## 组成人员
组长
- 胡春华（国务院副总理）

副组长
- 宁吉喆（发展改革委副主任、统计局局长）
- 高雨（国务院副秘书长）
- 刘永富（扶贫办主任）
- 郭卫民（中央宣传部部务会成员、新闻办副主任）
- 罗文（发展改革委副主任）
- 程丽华（财政部副部长）

成员
- 孙尧（教育部副部长）
- 王志军（工业和信息化部副部长）
- 高晓兵（民政部副部长）
- 张义全（人力资源社会保障部副部长）
- 凌月明（自然资源部副部长）
- 倪虹（住房城乡建设部副部长）
- 王志清（交通运输部党组成员、总规划师）
- 魏山忠（水利部副部长）
- 余欣荣（农业农村部副部长）
- 李斌（卫生健康委副主任）
- 潘功胜（人民银行副行长）
- 李晓超（统计局副局长）
- 施子海（医保局副局长）
- 欧青平（扶贫办副主任）
- 程凯（中国残联副理事长）